# Ahmed Haitham
Ahmed Haitham (nacido el 17 de septiembre de 1980) es un político maldivo y exparlamentario, conocido por su defensa de la justicia social, el bienestar infantil y los esfuerzos contra la corrupción. Es un exmiembro del Majlis Popular que representa al distrito electoral de Machangoalhi Sur .  Fue elegido en 2019 y permanecerá en el cargo hasta 2024. En 2023, en medio de discordias internas en el partido, renunció al Partido Democrático de Maldivas (MDP) y posteriormente se alineó con el Congreso Nacional del Pueblo .     Haitham fue conocido por su papel activo en la justicia social, el bienestar infantil y las cuestiones relacionadas con la salud durante su mandato.   Se le atribuye haber orquestado una prohibición en Maldivas de los pasaportes israelíes    así como haber revelado una corrupción de alto perfil en la adquisición de respiradores para COVID-19, que culminó con la destitución del ministro de salud.      El 17 de diciembre de 2023, durante su mandato como parlamentario, Ahmed Haitham fue elegido miembro del comité ejecutivo de la Organización Mundial de Parlamentarios Contra la Corrupción (GOPAC), donde ocupó el cargo de Tesorero del país. 
Durante su mandato en el Parlamento, Haitham ocupó cargos en varios comités permanentes y subcomité, contribuyendo a la formulación de políticas sobre diversos temas nacionales e internacionales.  Fue miembro del Comité de Relaciones Exteriores,  y del Comité de Servicios de Seguridad Nacional.  Se desempeñó como Vicepresidente del Subcomité del Comité Conjunto de Asuntos Económicos y Medio Ambiente y Cambio Climático  y del Subcomité de Servicios de Seguridad Nacional, que abordó la disputa de soberanía del Archipiélago de Chagos .  Haitham también presidió dos subcomités del Comité de Medio Ambiente y Cambio Climático, supervisando el Proyecto de Ley de Energía ( Dhivehi   ) y el trabajo del PLS de la Ley de Emergencia Climática.  Estos roles abarcaron áreas como relaciones exteriores, seguridad nacional y política ambiental.

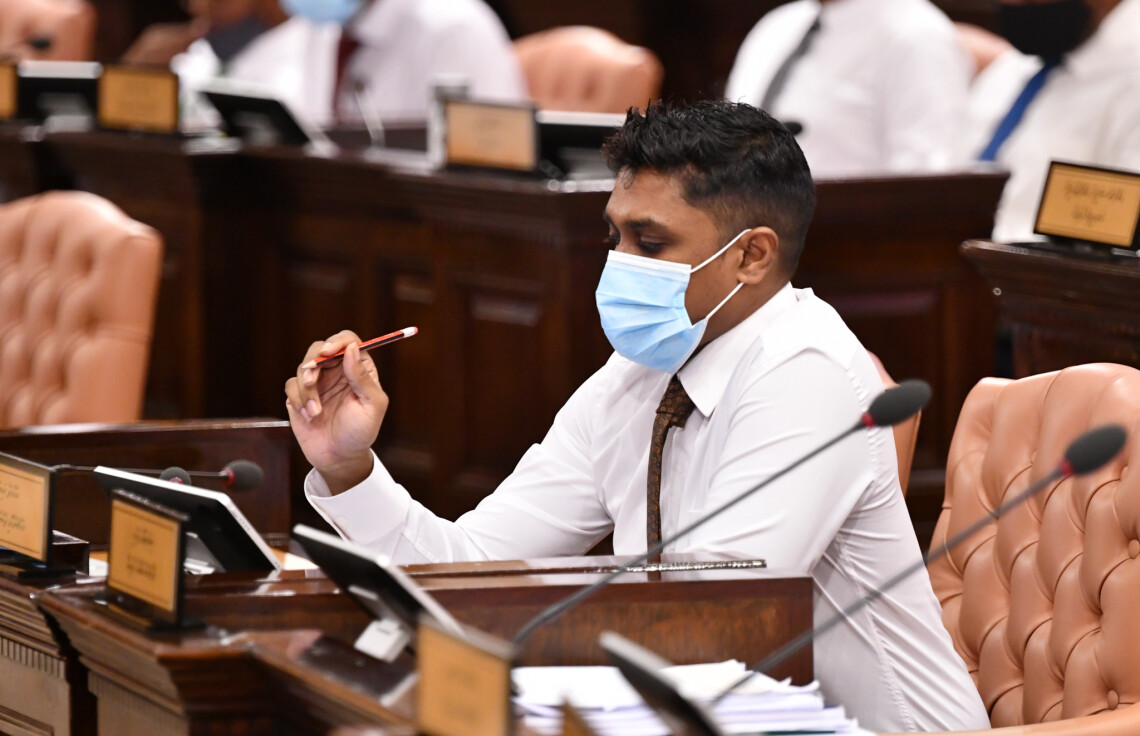
Haitham en la 37.ª sesión del Parlamento.

## Vida personal
El 15 de octubre de 2020 Haitham se casó con Shajaan Muaz Shaheem.  Shajaan dio a luz a sus gemelos, una niña y un niño, en 2021,  prematuramente a las 29 semanas debido a amenazas y acoso durante su embarazo. Juntos tienen tres hijos más.  